# Firenze Tennis Cup 2019
Il Firenze Tennis Cup 2019 è stata la seconda edizione del torneo maschile dell'ATP Challenger Tour di tennis di Firenze. Si è giocato al Circolo del Tennis Firenze dal 23 al 29 Settembre 2019.

## Partecipanti

### Teste di serie
| Nazionalità | Giocatore             | Ranking* | Testa di serie |
| ----------- | --------------------- | -------- | -------------- |
| Germania    | Philipp Kohlschreiber | 79       | 1              |
| Slovacchia  | Martin Kližan         | 90       | 2              |
| Spagna      | Jaume Munar           | 102      | 3              |
| Italia      | Salvatore Caruso      | 114      | 4              |
| Slovacchia  | Andrej Martin         | 115      | 5              |
| Italia      | Paolo Lorenzi         | 120      | 6              |
| Portogallo  | Pedro Sousa           | 122      | 7              |
| Slovenia    | Blaž Rola             | 133      | 8              |
| Italia      | Lorenzo Giustino      | 141      | 9              |
| Spagna      | Pedro Martínez        | 149      | 10             |
| Serbia      | Nikola Milojević      | 150      | 11             |
| Italia      | Federico Gaio         | 154      | 12             |
| Italia      | Filippo Baldi         | 155      | 13             |
| Paesi Bassi | Robin Haase           | 156      | 14             |
| Belgio      | Kimmer Coppejans      | 160      | 15             |
| Italia      | Alessandro Giannessi  | 171      | 16             |

- * Ranking al 16 Settembre 2019.

### Altri partecipanti
I seguenti giocatori hanno ricevuto una wild card per il tabellone principale:
- Carlos Alcaraz
- Enrico Dalla Valle
- Philipp Kohlschreiber
- Lorenzo Musetti
- Giulio Zeppieri

Il seguente giocatore è entrato in tabellone utilizzando un ranking protetto.
- Íñigo Cervantes

I seguenti giocatori sono passati dalle qualificazioni:
- Benjamin Bonzi
- Jules Okala

Il seguente giocatore è entrato in tabellone come lucky loser:
- Riccardo Balzerani

## Campioni

### Singolare
Marco Trungelliti ha sconfitto in finale  Pedro Sousa con il punteggio di 6–2, 6–3.

### Doppio
Luca Margaroli /  Adil Shamasdin hanno sconfitto in finale  Gerard Granollers Pujol /  Pedro Martínez con il punteggio di 7–5, 6–7, 14–12.